# Onobrychis angustifolia
Onobrychis angustifolia är en ärtväxtart som beskrevs av Leonida S. Chinthibidze. Onobrychis angustifolia ingår i släktet esparsetter, och familjen ärtväxter. Inga underarter finns listade i Catalogue of Life.